# Gare de Denfert-Rochereau
A Gare de Denfert-Rochereau vasútállomás és RER állomás Franciaország fővárosában, Párizsban. Nevét Pierre Philippe Denfert-Rochereau katonatisztről kapta. A B RER-vonal érinti az állomást.

## Vasútvonalak
Az állomást az alábbi vasútvonalak érintik:
- Ligne de Sceaux

## Kapcsolódó állomások
A vasútállomáshoz az alábbi állomások vannak a legközelebb:
- Gare de Port-Royal (Gare Aéroport Charles-de-Gaulle 2 TGV, Gare de Mitry - Claye, B RER-vonal)
- Gare de Cité Universitaire (Gare de Saint-Rémy-lès-Chevreuse, Gare de Robinson, B RER-vonal)

## Képek

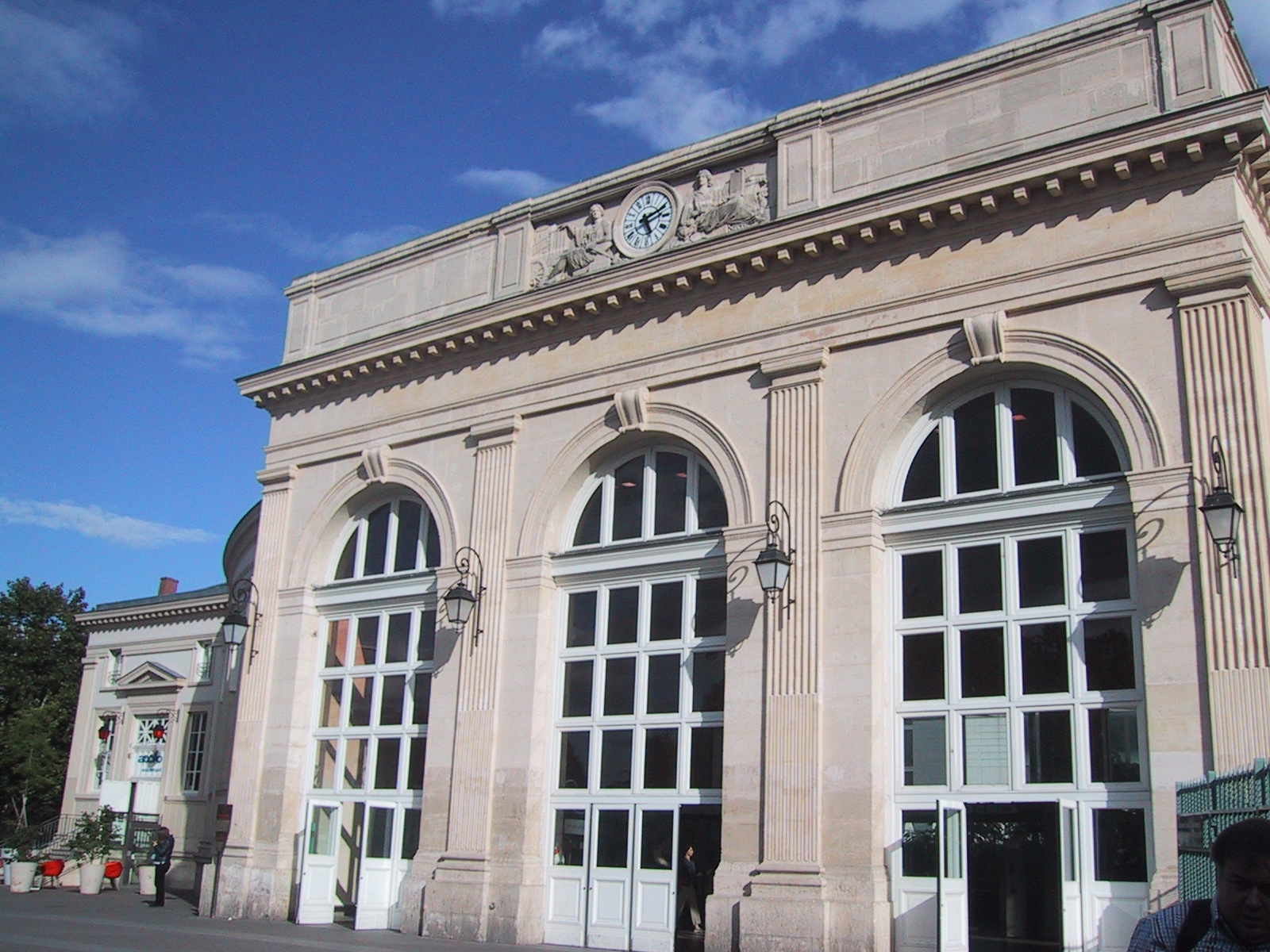
A Gare de Denfert-Rochereau épülete
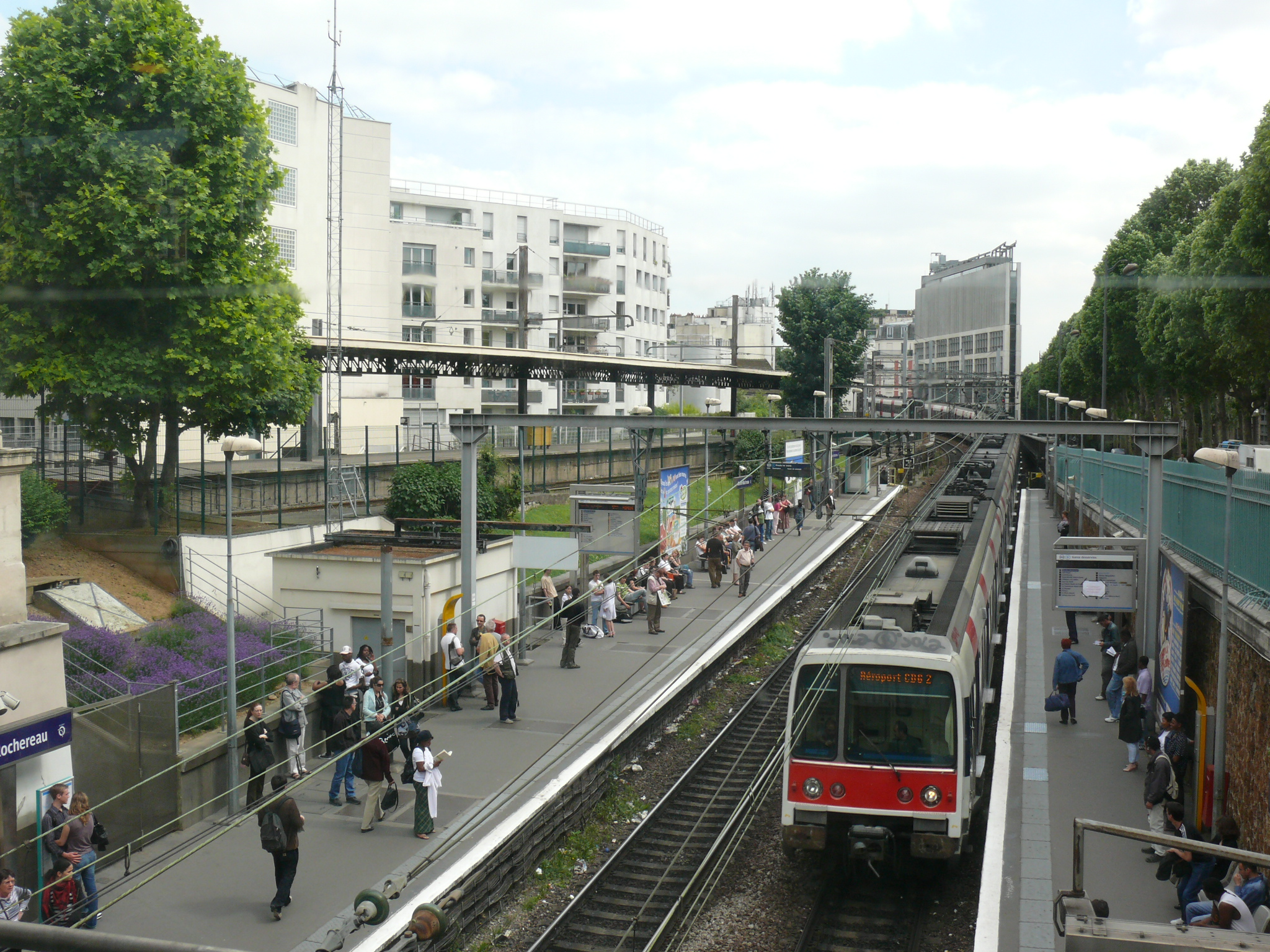
RER B peronok Denfert-Rochereau állomáson
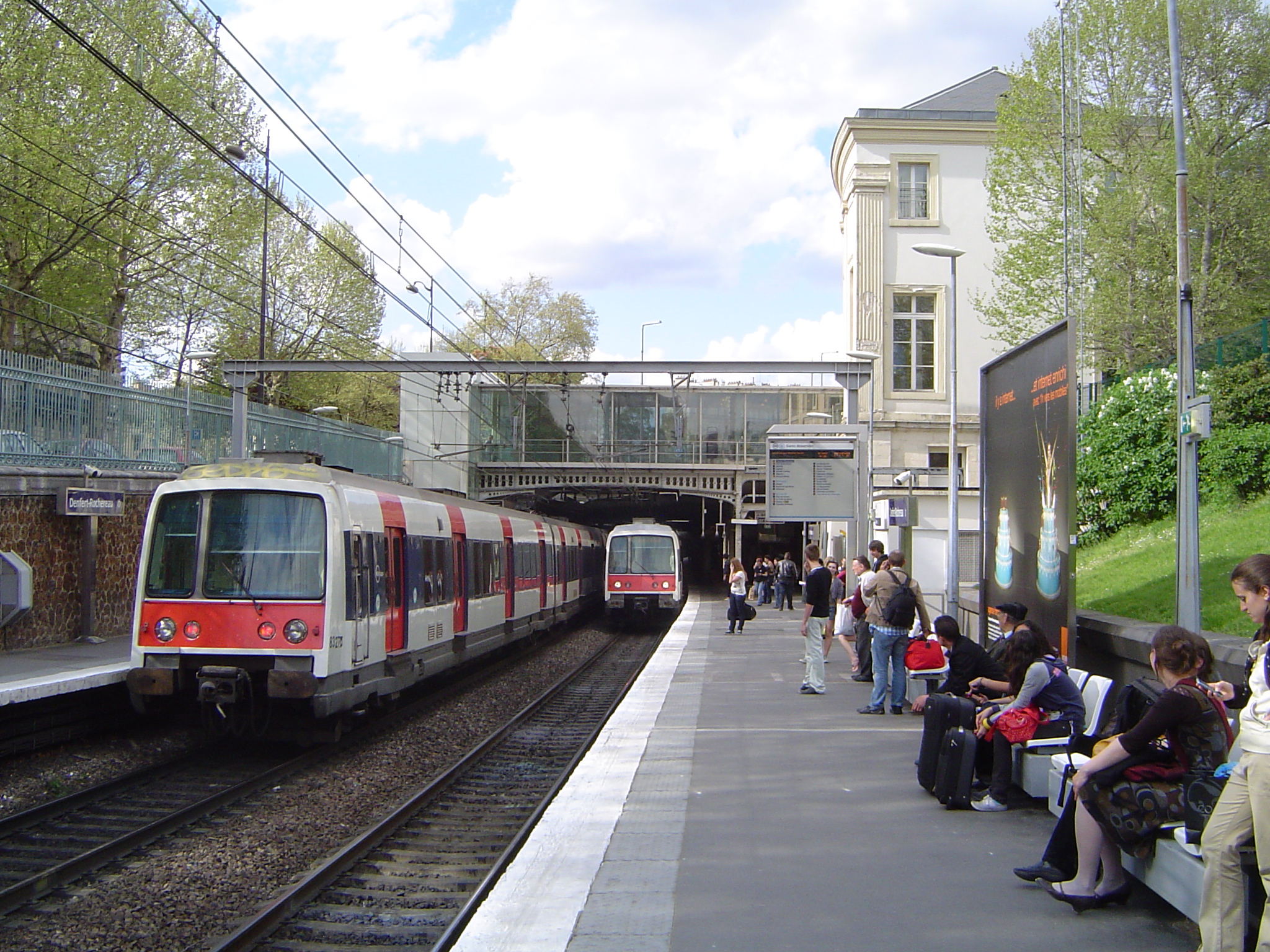
Észak felé tekintve a peronokról
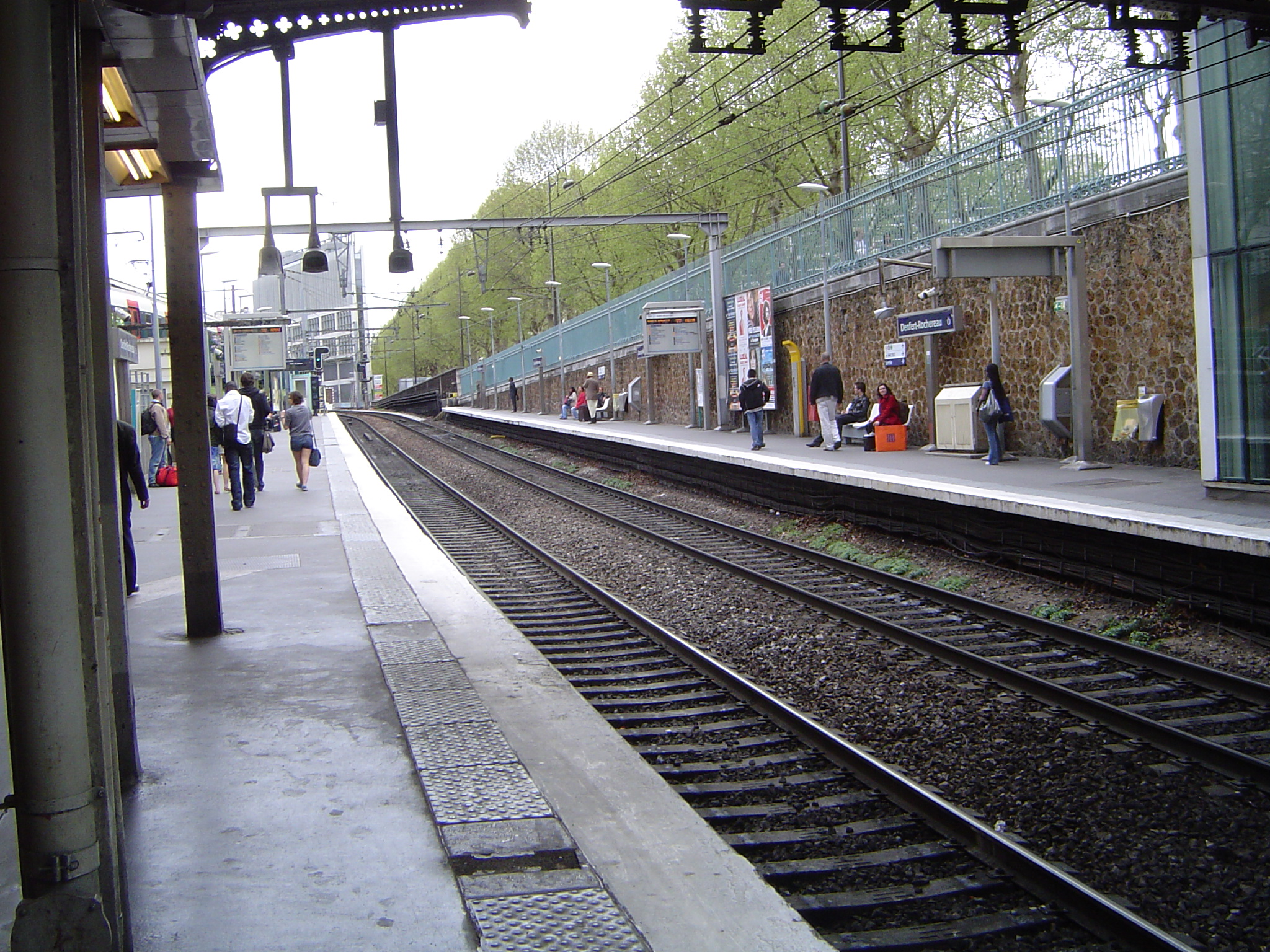
Dél felé tekintve a peronokról

## Lásd még
- Franciaország vasútállomásainak listája
- A párizsi RER állomásainak listája